# جواز سفر صوماليلاند
جواز سفر صوماليلاندي (أرض الصومال) هو جواز السفر الصادر لمواطني دولة أرض الصومال غير المعترف بها للسفر الدولي. تم إصدار جواز سفر لأول مرة عام 1996، اما جواز بيومتري كان عام 2014 لتماشي مع المعايير العالمية الجديدة ومتطلبات منظمة الطيران المدني الدولي.

## يمكن السفر
يمكن للمواطنين الذين يحملون وثيقة سفر صوماليلاند الذهاب إلى البلدان التالية:
- جنوب أفريقيا[بحاجة لمصدر]
- إثيوبيا[بحاجة لمصدر]
- جيبوتي[بحاجة لمصدر]
- بلجيكا[بحاجة لمصدر]
- المملكة المتحدة[بحاجة لمصدر]
- ماليزيا[بحاجة لمصدر]
- فرنسا[بحاجة لمصدر]
- المملكة العربية السعودية[بحاجة لمصدر]
- جنوب السودان[بحاجة لمصدر]
- كينيا[بحاجة لمصدر]
- تنزانيا[بحاجة لمصدر]
- الإمارات العربية المتحدة[4]
- زامبيا[5]
- تركيا[6]
- تايوان[بحاجة لمصدر]

## أنواع
هناك عدد من أنواع جوازات سفر أرض الصومال:

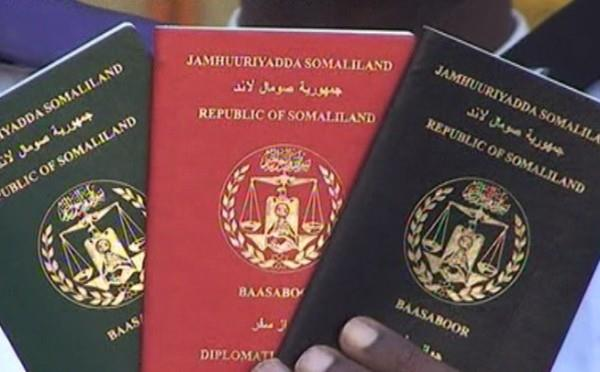
أنواع جوازات سفر أرض الصومال.

- جواز السفر العادي (الغلاف الأسود) : يصدر لمواطني أرض الصومال.
- جواز السفر الخاص (الغطاء الأخضر) : يصدر لأعضاء المجلس الوطني وأعضاء الحكومة.
- جواز السفر الدبلوماسي (الغلاف الأحمر) : يصدر للدبلوماسيين العاملين في الخارج وكبار المسؤولين من السلطة التنفيذية وعائلاتهم خلال فترة خدمتهم.

## انظر أيضًا

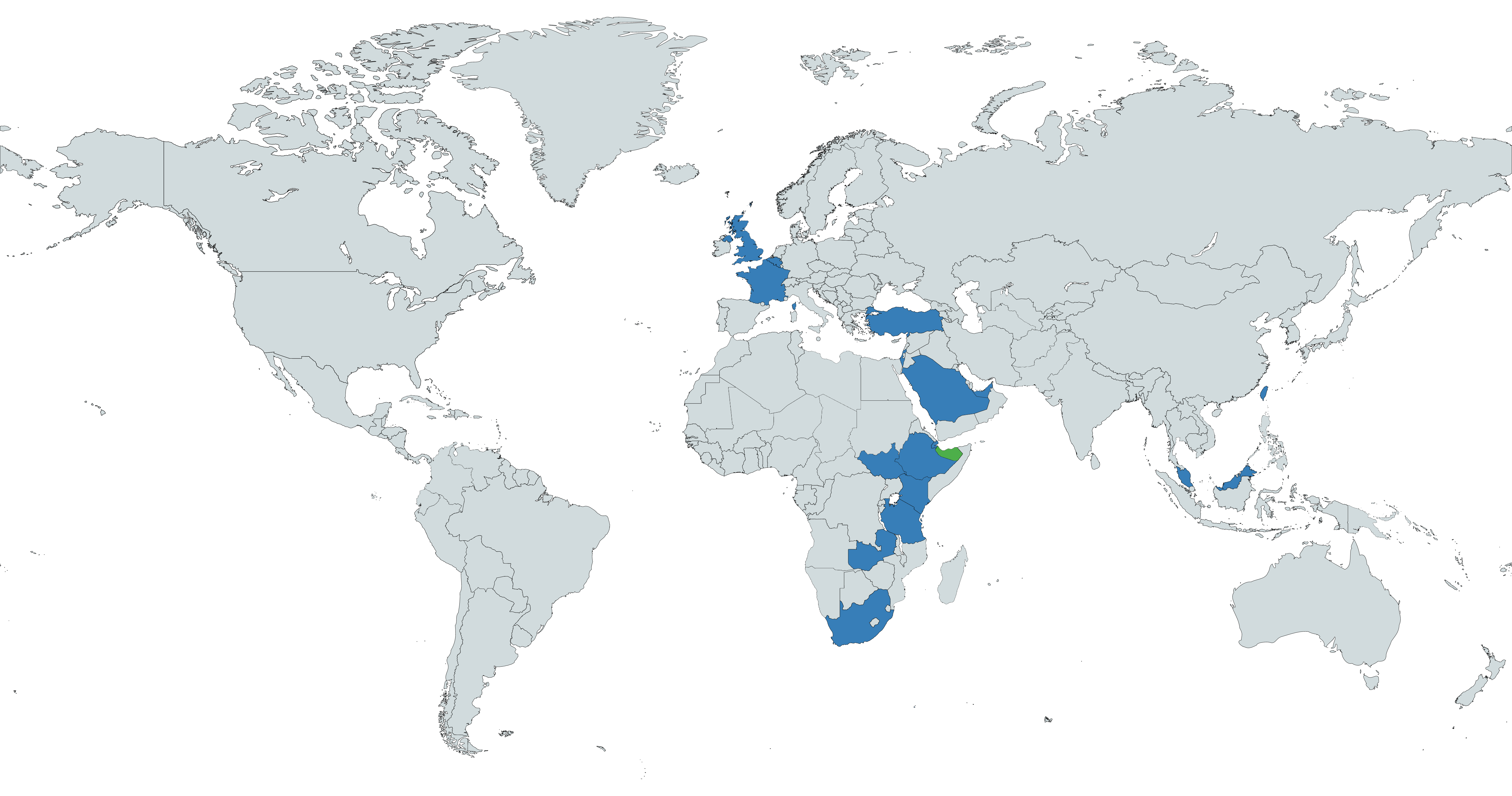
البلدان التي يكون فيها جواز سفر صوماليلاند ساري المفعول.